# Hermogenes z Tarsu
Hermogenes z Tarsu (ur. ok. 150, zm. 230) – grecki sofista oraz jeden z najbardziej przełomowych teoretyków retoryki późnego antyku.

## Życiorys
Według Filostratosa, Hermogenes, miał pochodzić z Tarsu. Popularność zdobył już w wieku dziecięcym, o czym świadczy jego wystąpienie przed cesarzem Markiem Aureliuszem, kiedy ten przebywał na wschodzie w 175/176. Hermogenes miał wówczas 15 lat. Cesarz był pod wrażeniem umiejętności młodego filozofa i wręczył mu liczne podarunki, możliwe też, że słuchał wykładów sofisty. W wieku dorosłym Hermogenes stracił swój talent i jego mowy były bardziej nasycone żartami, przez co jego działalność została doceniona dopiero po śmierci.
Działał prawdopodobnie w Atenach, gdzie jeden z jego uczniów – Musonios – założył szkołę filozoficzną. Księga Suda przypisuje Hermogenesowi autorstwo czterech dzieł: Sztuki retorycznej, O staseis, O typach stylu i O Celesyrii. Z tych dzieł tylko dwa – O staseis oraz napisane w dwóch księgach O typach stylu są uważane za autentyczne.